# Liber Historiae Francorum
Liber Historiae Francorum (o El llibre de la història dels Francs) és una obra medieval anònima del segle viii, coneguda amb el títol Gesta Regum Francorum fins al 1888, data on Krusch a la seva edició crítica que va publicar li va tornar el seu títol primitiu. Considerada font secundària sobre la història dels primers francs en els temps del regnat de Marcomir, ofereix un cort breviarum d'esdeveniments fins al període dels últims merovingis, convertint-se en una important font de la història contemporània, un bon exemple de historiografia sobre els pipínides a Austràsia abans de convertir-se en els més coneguts «carolingis». S'ha datat el Liber Historiae Francorum tradicionalment cap a 727 a causa d'una referència a la fi del sisè any del regnat de Teodoric IV.

## Descripció
Els textos de l'editor Geberding, qui va reivindicar i va defensar la coherència i fiabilitat de les cites, —Bruno Krusch (1888) va posar en dubte la credibilitat del Liber Historiae Francorum el 1888—, va donar raons per localitzar l'anònim autor a Soissons, probablement a l'abadía de Saint-Médard, i ho caracteritza com «un incondicional legitimista merovingi, seglar i oposat a la mentalitat eclesiàstica, i un entusiasta admirador i probablement membre de la classe aristocràtica de la vall de Sena i Oise els fets dels quals, guerres i reis descriu».
L'obra ofereix la perspectiva d'un període amb àmplia presència d'una majordomia reial on les faccions dels grans terratinents només podrien ser sostingudes sota control i equilibri de la legitimitat consagrada del rei merovingi. Liber Historiae Francorum ha estat investigat i interpretat per Richard Gerberding i més recentment per Rosamond McKitterick a la "Història i memòria en el món carolingi" (History and Memory in the Carolingian World). Amb una acurada i extensa narrativa, l'obra va ajudar a inculcar el sentit de solidaritat cultural entre els lectors als quals es dirigia, i que satisfeia la tendència d'una agenda política que promou.
Sobre aquesta agenda, Fouracre i Gerberding (1996), mostren que el llibre recolza la dinastia reia] merovíngia mentre que governen sota consulta dels nobles més poderosos. A canvi, els mateixos nobles donen suport la corona mentre les seves aspiracions no anessin més enllà de la seva posició. És un llibre d'una sèrie de llibres històrics escrits al segle viii, copiat i àmpliament distribuït en el segle ix, que ofereix als seus lectors —i audiència en el seu cas— un profund coneixement dels francs, allunyat del context de l'Imperi Romà —absolutament ignorat— i d'una manera més immediata en el món cristià de la cultura gal·loromana. Des del començament, el llibre promet presentar l'origen i els fets dels reis francs i el seu poble. Esmenta que els francs van tenir el seu origen en un grup de refugiats troians que es van trobar en la costa nord de la mar Negra i des d'allà van iniciar el seu camí al llarg de les planes del Danubi fins Renània; sobre aquesta afirmació, l'autor se sustenta àmpliament en l'historiador i bisbe gal·loromà Gregori de Tours (m. 594), la història del qual personalitza i de vegades corregeix paral·lelismes.
Els últims onze capítols, a l'edició de Krusch, cites presents i independents de fets succeïts en territoris francs durant el segle VII i VIII atreuen l'interès dels historiadors, ja que cobreixen buits sense aclarir que no es troben en cap més font.

El capítol 43 s'inicia amb la usurpació d'Austràsia pel pipínid major Grimoald I, que s'esmenta de forma resumida. Acaba amb la mort de Grimoald torturat sota el regnat de Clodoveu II que governava l'estat rival dels pipínids, Nèustria. Al capítol 44 es troba una cita sobre el rei Clodoveu:
| « | Al mateix temps, ell va portar la ruïna al regne dels francs amb calamitats desastroses. Clodoveu, a més a més, tenia hàbits fastigosos. Era un seductor i humiliava les dones, golafre i borratxo. Sobre la seva mort i final no mereix una ressenya que pugui considerar-se històrica. Molts escriptors van condemnar el seu fi perquè desconeixien l'abast de la seva maldat. En la incertesa si ells es refereixen de l'un a l'altre. | » |

La resta del capítol i l'inici del següent se cenyeixen a la mort de Clodoveu, consensuada cap a la dècada del 650, i l'ascensió de Teodoric III, cap al 673 i un regne de quatre anys «del nen rei Clotari III». Els capítols 45ff, com l'Abat Ursinus n'havia fet, aporta una menció hostil cap a Ebroí de Néustria. La resta de capítols cobreixen principalment a Carles Martell. Liber Historiae Francorum va ser una font primària per a la Crònica de Fredegari (Fredegari), com va continuar redactant Khildebrand I el 751, germanastre de Carles Martell.